# 蒙古庙
蒙古庙，俗称“达孜庙”，位于新疆维吾尔自治区伊犁哈萨克自治州塔城地区沙湾县，是一座藏传佛教格鲁派寺院。

## 简介
蒙古庙位于沙湾县南部的高山地区，北距沙湾县城87公里，海拔1918米。该地区地势平缓，气候清凉，背后是绵延无尽的雪山，两侧分别是水沟、回阳沟，景色奇险。
蒙古族对该庙的称呼意译为汉语是“佛爷堂”。根据史书记载，明朝时期此处属于卫拉特蒙古的领地。根据民间传说及《绥来县志图》，蒙古庙始建于明朝后期，因为此处云杉茂密，水草丰美，属于优良牧场，卫拉特蒙古的牧民视其为天赐“福地”，所以这里成为卫拉特蒙古牧民聚会、祈福之所。
根据民间传说，蒙古庙是元末明初内地的蒙古人西迁到此地后创建。蒙古准噶尔部叛变清朝后，该庙及其周边地区成为准噶尔部的军事要塞。1755年，清朝军队进攻蒙古庙，千总马骏率领一支回族骑兵首先进攻，战斗失利，马骏战死，葬在蒙古庙东沟，其墓人称“回族将军坟”。清军遂派随军的甘肃省卓尼县蒙古族活佛开干旗进山劝降。开干旗到蒙古庙之后，接见了蒙古官兵及牧民，并讲经。此后，开干旗在蒙古庙秘密组织叛军中的下级官兵和牧民，将顽固分子引到蒙古庙前的一个大蒙古包内喝酒吃肉，随后开干旗下令放火，将这些顽固分子烧死在大蒙古包中。但火势因风大而蔓延，烧毁了蒙古庙，只剩下石头墙基。次日，开干旗率领蒙古军民到三道河子的清军总部报到，其中不少人参加了清军。开干旗的大本营从三道河子继续西进，设在今沙湾县博尔通古牧场场部所在处。清军此后接连攻克乌苏、精河、博尔塔拉，迅速攻入伊宁，将敌全部消灭。1755年下半年，清军反分裂战争取得大胜。开干旗凯旋甘肃省卓尼县后，沙湾县人民将他扎营地所在的戈壁命名为开干旗，沿用至今。
如今，蒙古庙的建筑早已无存，仅余原址的房屋墙根。